# Uszka

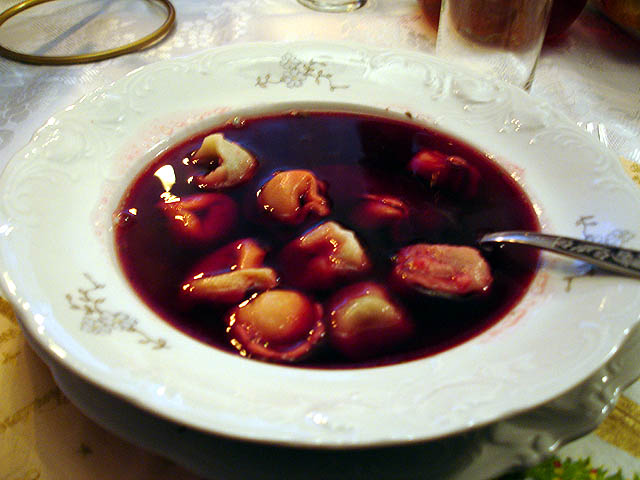
Uszka en borscht claro.

Los uszka (en polaco: ‘orejitas’) son pequeños dumplings normalmente rellenos de hongos o carne picada. Suelen servirse con barszcz, aunque también pueden tomarse solos. Forman parte de los platos tradicionales de Nochebuena en Polonia, Lituania y Ucrania, y pueden añadirse a la sopa o tomarse como acompañamiento.